# The Voice Kids (programa de televisión brasileña)
The Voice Kids es un programa de talentos musicales brasileño que se estrenó en TV Globo el 3 de enero de 2016 y finalizó el 9 de julio de 2023. Basado en el concurso de canto reality The Voice Kids, la serie fue creada por el productor de televisión holandés John de Mol.
Los entrenadores originales de la serie fueron Carlinhos Brown, Ivete Sangalo y Victor & Leo. Victor Chaves abandonó el programa a mitad de la temporada 2 debido a las acusaciones de su esposa en su contra sobre violencia doméstica. Como resultado, se eliminaron imágenes suyas previamente grabadas de los episodios 8 y 9, y Leo se convirtió en entrenador en solitario durante el resto de la temporada.
Después de dos temporadas, Ivete Sangalo intercambió roles con Claudia Leitte para convertirse en entrenadora de The Voice Brasil, mientras Simone & Simaria reemplazó a Victor & Leo permanentemente para la tercera temporada. Para la sexta temporada, Gaby Amarantos y Michel Teló reemplazó a Claudia Leitte y Simone & Simaria respectivamente. Maiara & Maraisa reemplazó a Gaby Amarantos en la séptima temporada. En la octava temporada pasada, Iza y Mumuzinho sustituyeron a Maiara & Maraisa y Michel Teló, respectivamente.
En agosto de 2023, Globo anunció que la próxima 12ª temporada de la serie regular sería la última, cancelándose así la versión infantil después de la octava temporada.

## Descripción general
La serie es parte de la franquicia The Voice y se basa en un formato de competencia similar en los Países Bajos titulado The Voice of Holland. El ganador recibe un premio de R$ 250.000 y un contrato de grabación con Universal Music Group. Los participantes deben tener entre 8 y 14 años.

## Formato
La serie consta de tres fases:
- Audición a ciegas
- Ronda de batalla
- Espectáculos en vivo

### Audición a ciegas
Tres entrenadores, todos músicos famosos, elegirán equipos de 18 a 24 concursantes cada uno mediante un proceso de audición a ciegas. Cada juez tiene la duración de la actuación del audicionado para decidir si quiere a ese cantante en su equipo; Si dos o más jueces quieren el mismo cantante, entonces el cantante puede elegir con qué entrenador quiere trabajar.

### Ronda de batalla
Cada equipo de cantantes será asesorado y desarrollado por su entrenador. En esta etapa, los entrenadores harán que tres miembros de su equipo luchen entre sí cantando la misma canción, y el entrenador elegirá qué miembro del equipo avanzará a la siguiente etapa.

### Shows en vivo
En la fase final, los concursantes restantes de cada equipo competirán entre sí en 2 a 5 semanas de transmisiones en vivo. La audiencia televisiva ayudará a decidir quién sigue adelante. Cuando quede un miembro del equipo para cada entrenador, estos tres concursantes competirán entre sí en la final de temporada, y el cantante más votado será declarado ganador de la temporada.

## Entrenadores y anfitriones

### Entrenadores

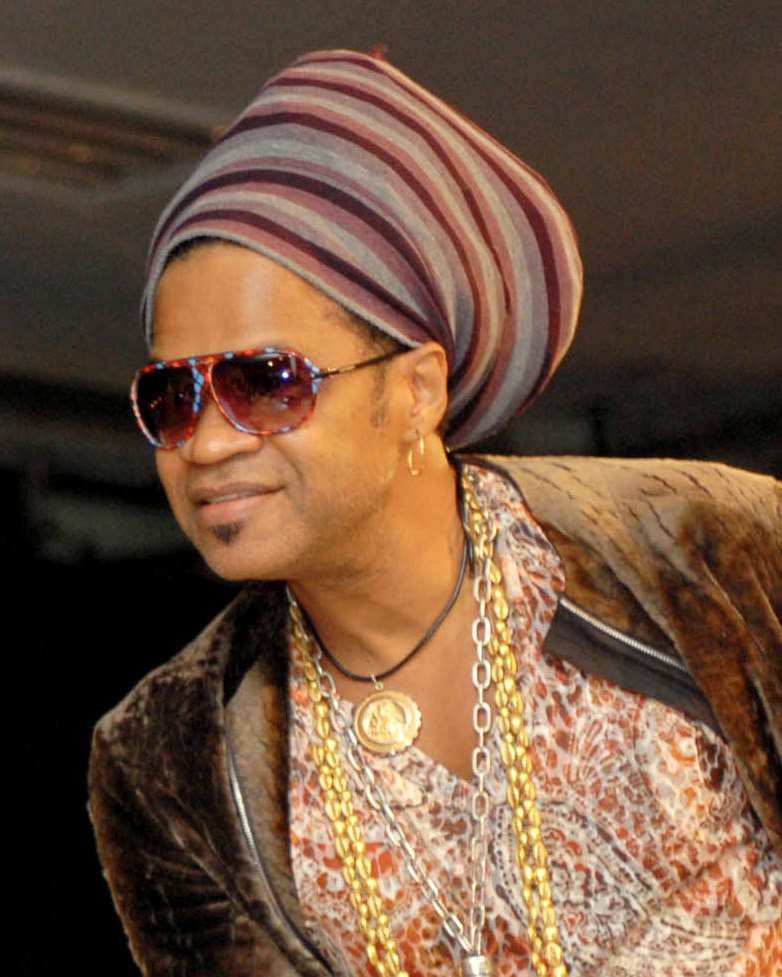
Carlinhos Brown ( 1 - 8)
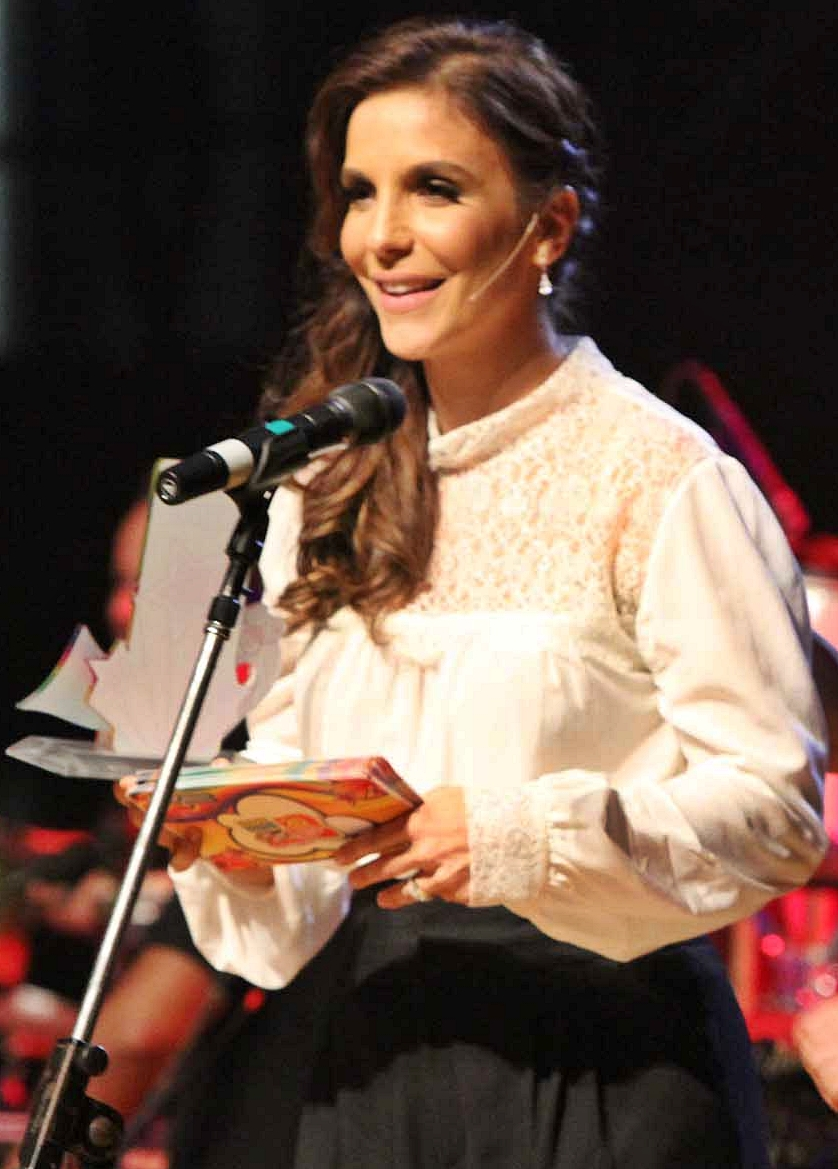
Ivete Sangalo ( 1 - 2)
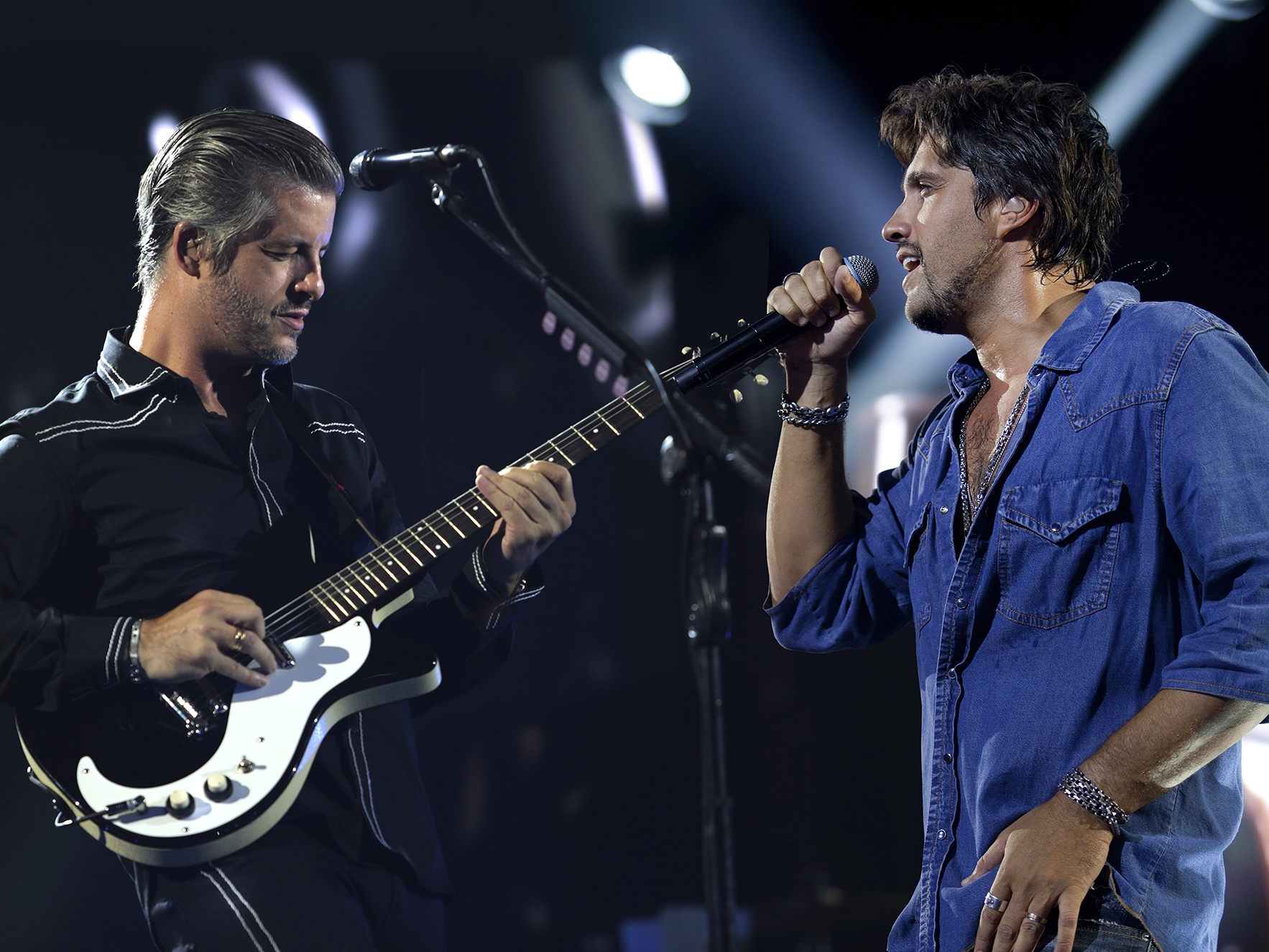
Victor & Leo ( 1 - 2)
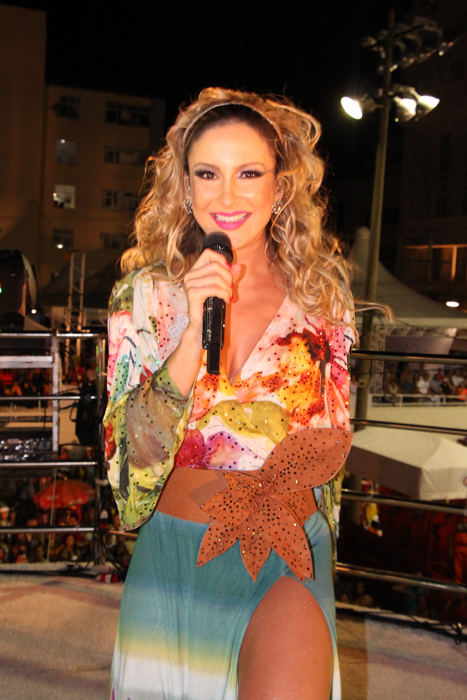
Claudia Leitte ( 3 - 5)
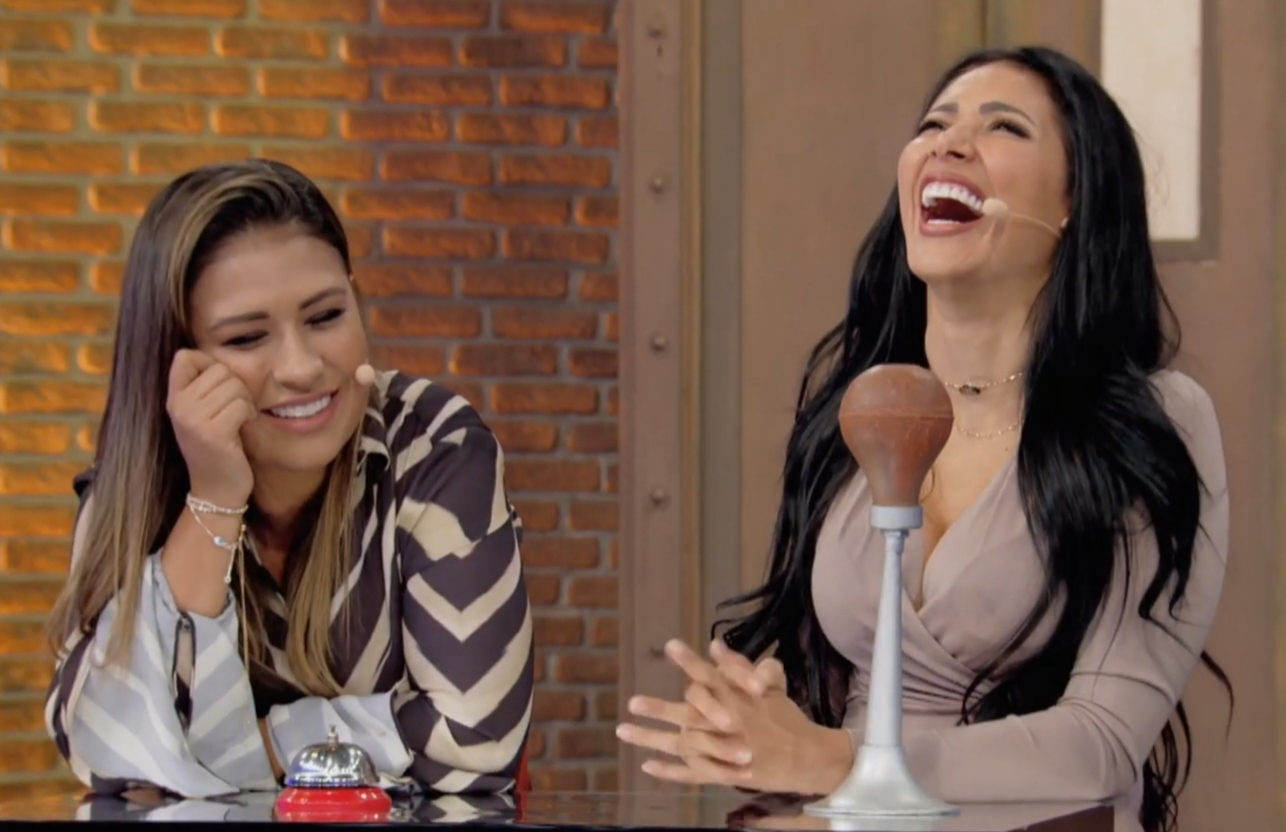
Simone & Simaria ( 3 - 5)
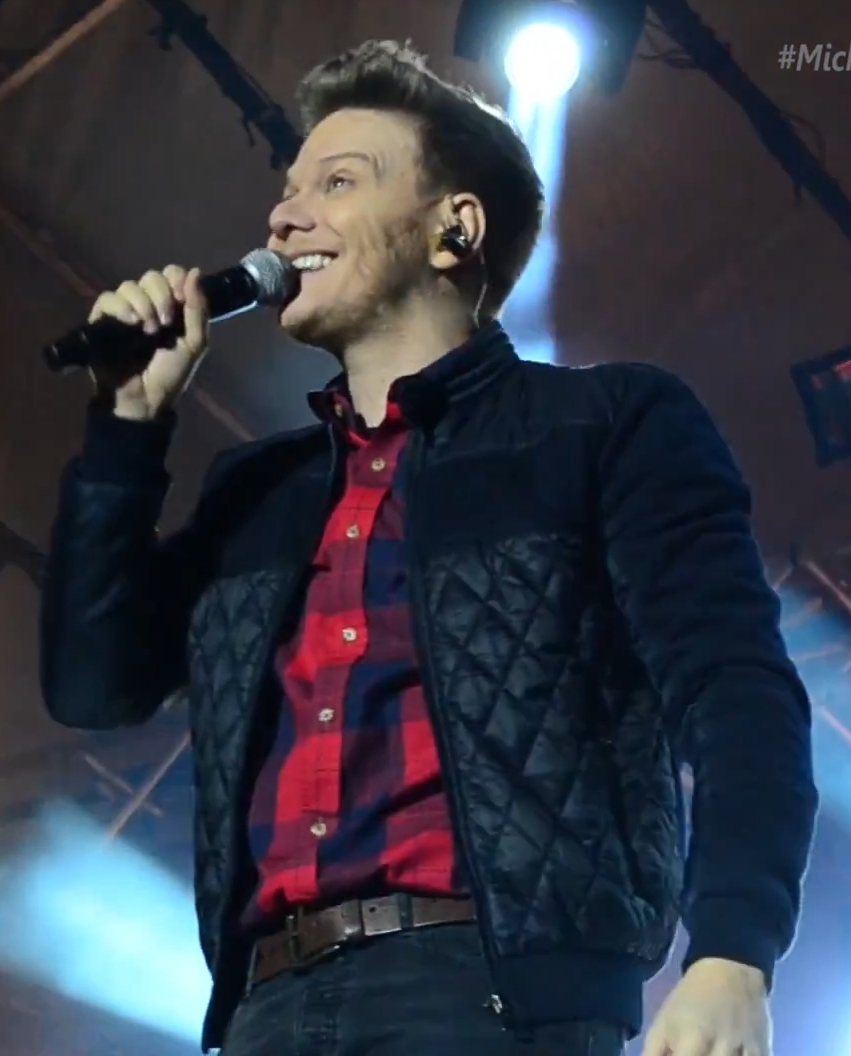
Michel Teló ( 6 - 7)
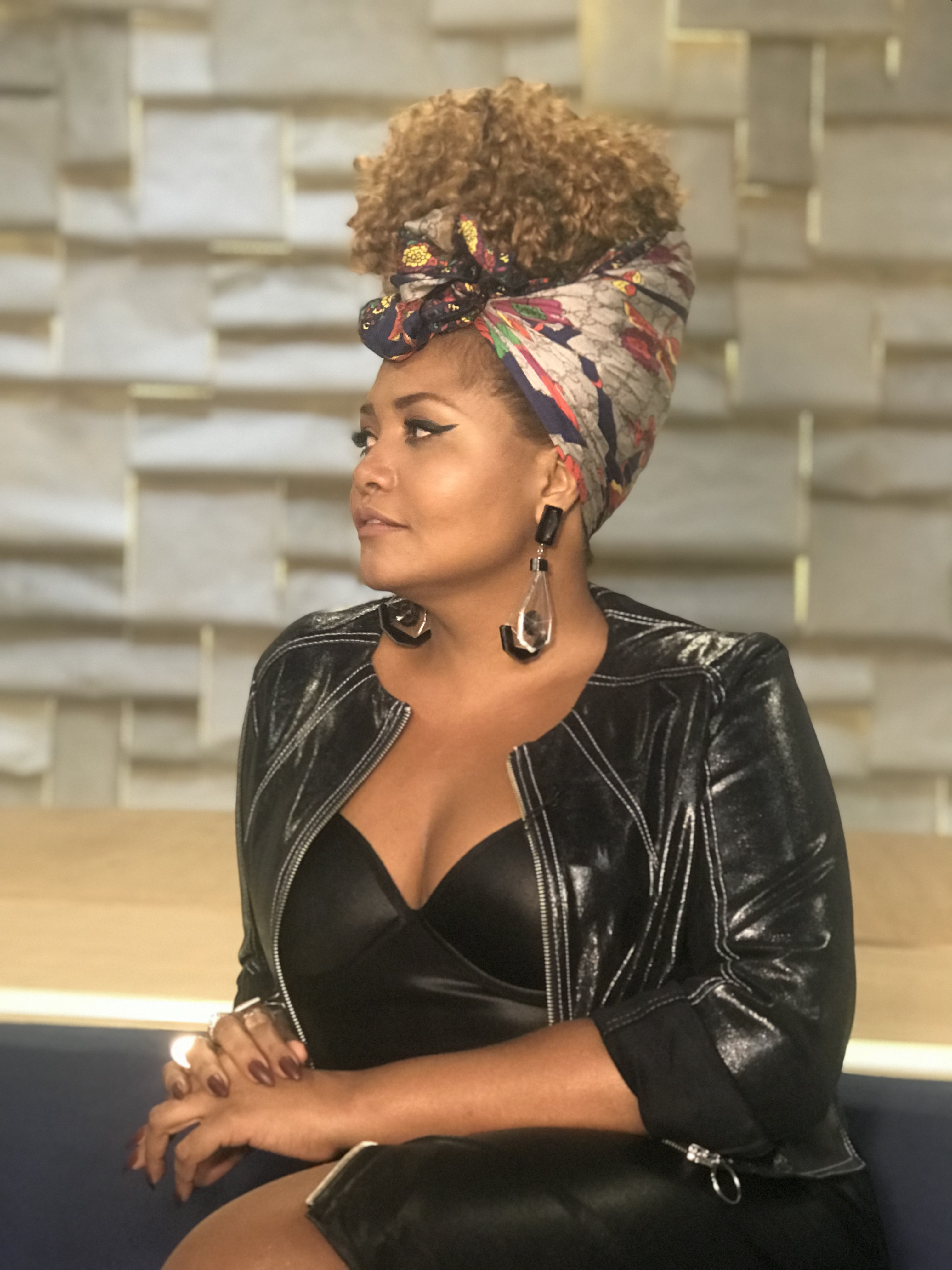
Gaby Amarantos ( 6 )
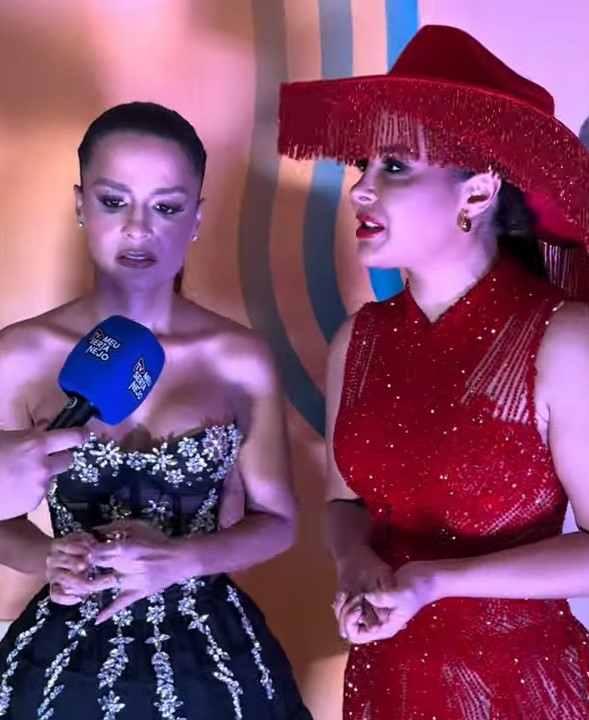
Maiara & Maraisa ( 7 )
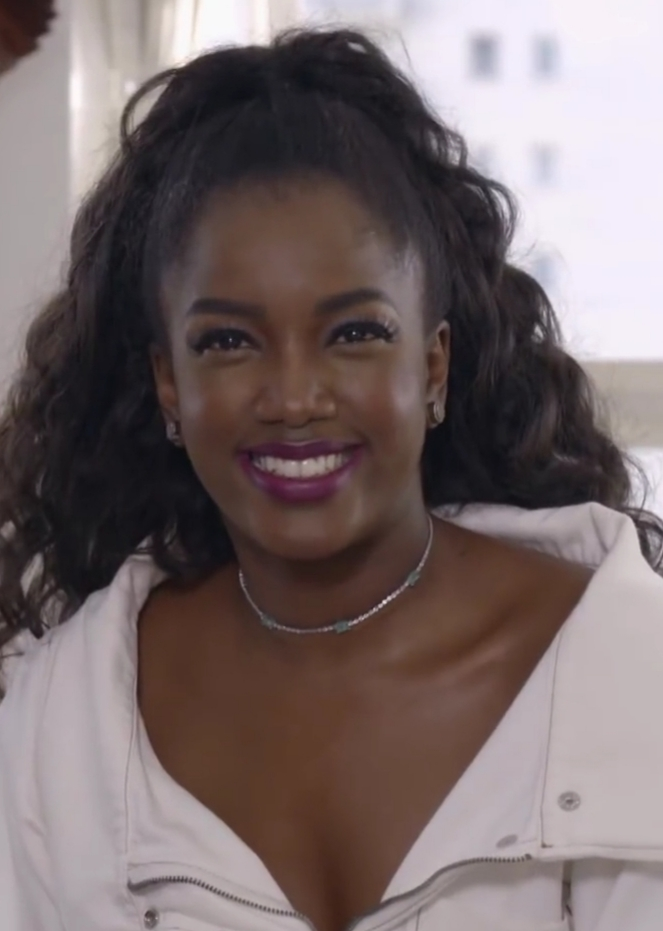
Iza ( 8 )
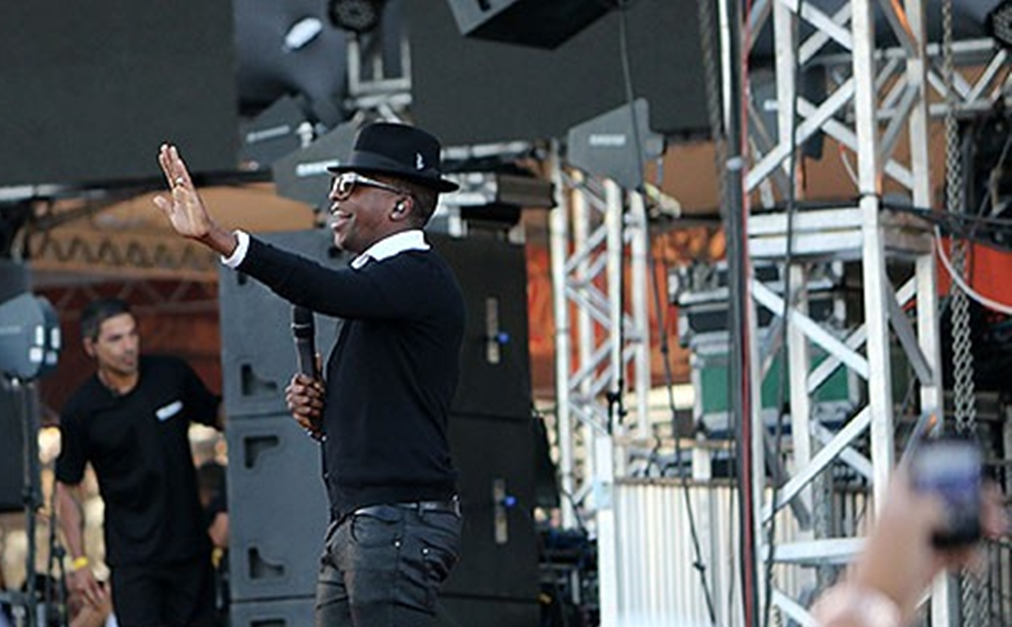
Mumuzinho ( 8 )
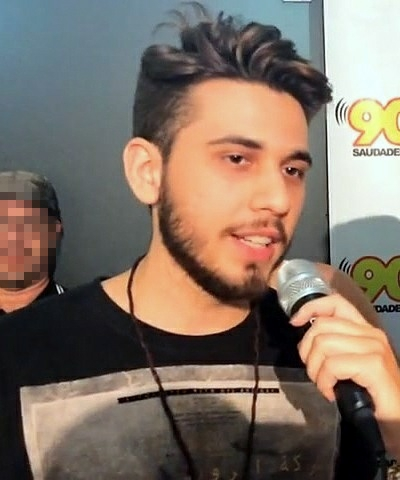
Gustavo Mioto ( Siguiente en 13)
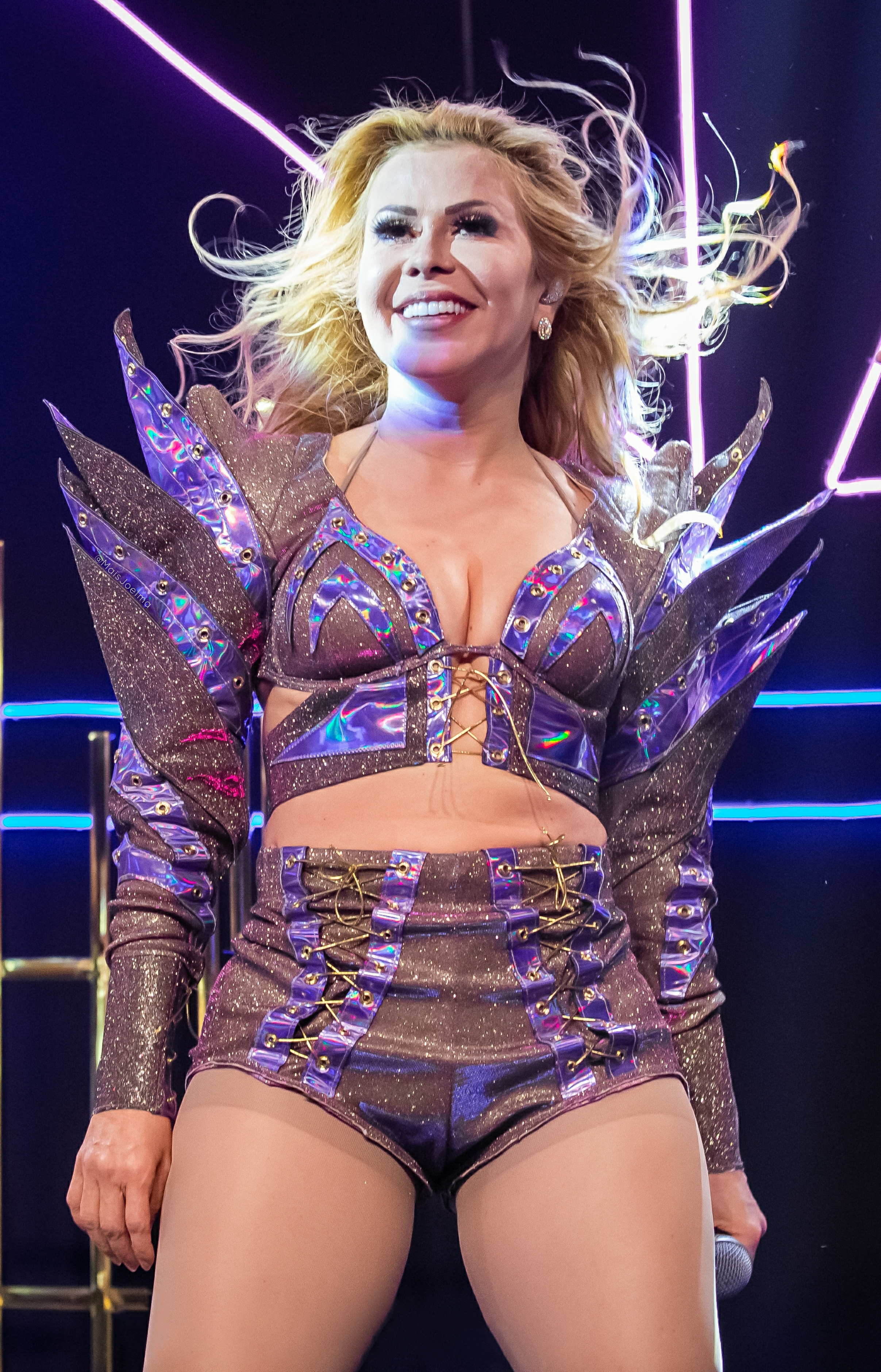
Joelma ( Siguiente en 13 )
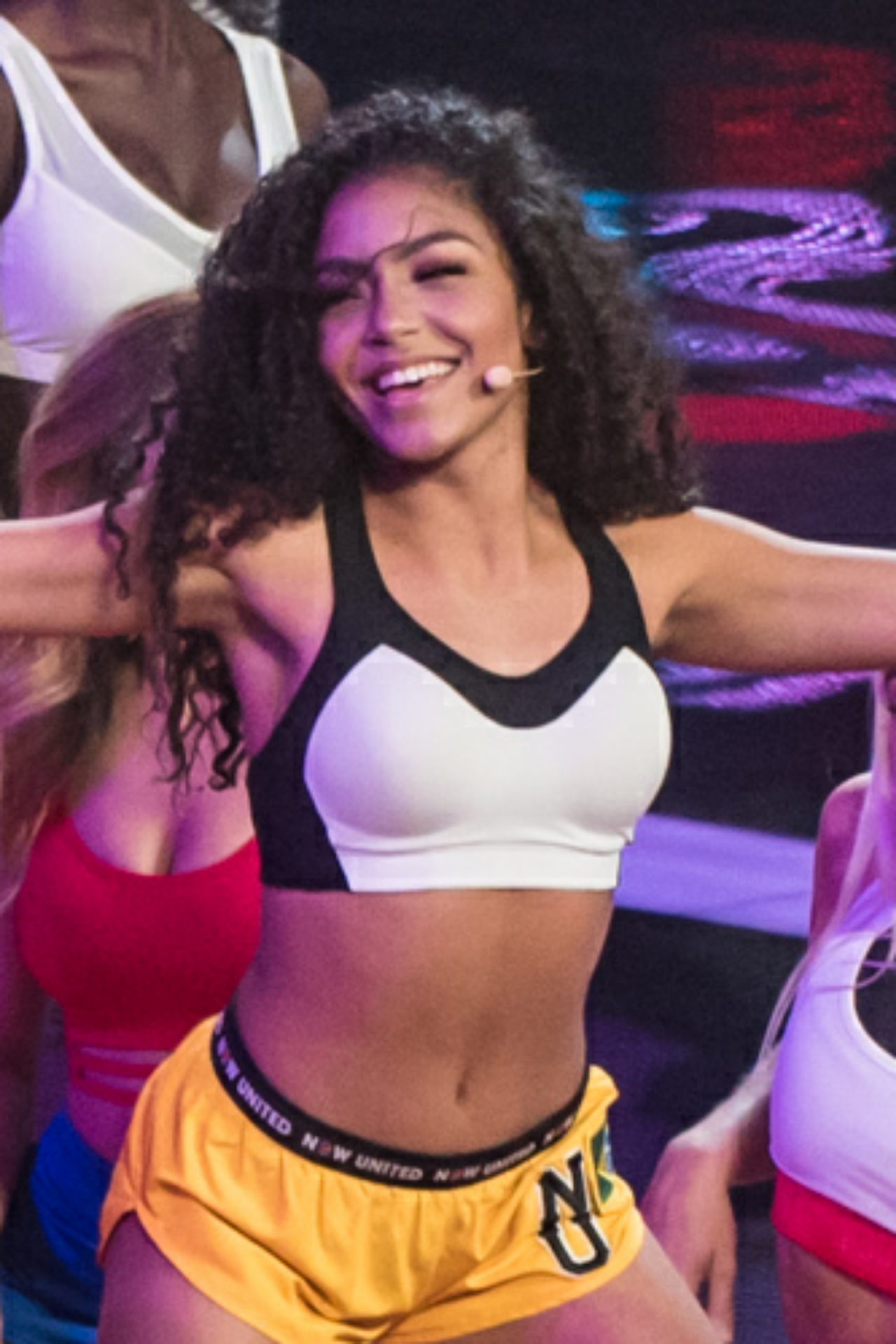
Any Gabrielly (Siguiente en 13)
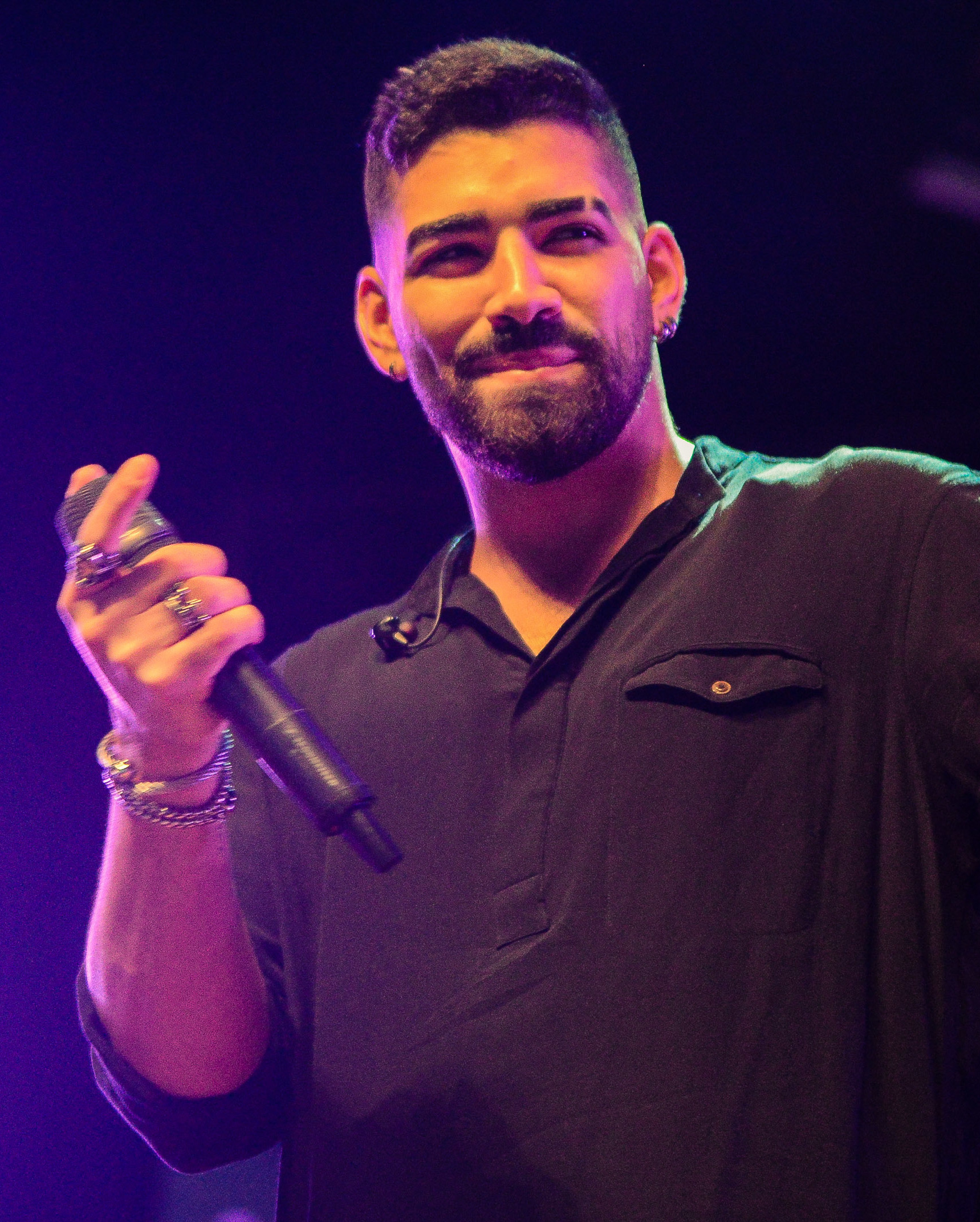
Dilsinho ( Siguiente en 13 )

| Coach | Coach            | Temporada | Temporada | Temporada | Temporada | Temporada | Temporada | Temporada | Temporada |
| Coach | Coach            | 1         | 2         | 3         | 4         | 5         | 6         | 7         | 8         |
| ----- | ---------------- | --------- | --------- | --------- | --------- | --------- | --------- | --------- | --------- |
|       | Carlinhos Brown  |           |           |           |           |           |           |           |           |
|       | Ivete Sangalo    |           |           |           |           |           |           |           |           |
|       | Victor & Leo     |           |           |           |           |           |           |           |           |
|       | Claudia Leitte   |           |           |           |           |           |           |           |           |
|       | Simone & Simaria |           |           |           |           |           |           |           |           |
|       | Gaby Amarantos   |           |           |           |           |           |           |           |           |
|       | Michel Teló      |           |           |           |           |           |           |           |           |
|       | Maiara & Maraisa |           |           |           |           |           |           |           |           |
|       | Iza              |           |           |           |           |           |           |           |           |
|       | Mumuzinho        |           |           |           |           |           |           |           |           |

### Anfitriones
| Anfitrión        | Temporada | Temporada | Temporada | Temporada | Temporada | Temporada | Temporada | Temporada |
| Anfitrión        | 1         | 2         | 3         | 4         | 5         | 6         | 7         | 8         |
| ---------------- | --------- | --------- | --------- | --------- | --------- | --------- | --------- | --------- |
| Tiago Leifert    |           |           |           |           |           |           |           |           |
| Kika Martinez    |           |           |           |           |           |           |           |           |
| André Marques    |           |           |           |           |           |           |           |           |
| Thalita Rebouças |           |           |           |           |           |           |           |           |
| Márcio Garcia    |           |           |           |           |           |           |           |           |
| Fátima Bernardes |           |           |           |           |           |           |           |           |

Key
     Anfitrión principal
     Backstage

## Resumen
| Temporada | Estreno            | Final                    | Ganador        | Segundo Lugar        | Tercer Lugar        | Cuarto Lugar    | Coach Ganador    | Presentador      | Backstage        | Coaches (Orden de las Sillas) | Coaches (Orden de las Sillas) | Coaches (Orden de las Sillas) |
| Temporada | Estreno            | Final                    | Ganador        | Segundo Lugar        | Tercer Lugar        | Cuarto Lugar    | Coach Ganador    | Presentador      | Backstage        | 1                             | 2                             | 3                             |
| --------- | ------------------ | ------------------------ | -------------- | -------------------- | ------------------- | --------------- | ---------------- | ---------------- | ---------------- | ----------------------------- | ----------------------------- | ----------------------------- |
| 1         | 3 de enero de 2016 | 27 de marzo de 2016      | Wagner Barreto | Pérola Crepaldi      | Rafa Gomes          | N/A             | Victor & Leo     | Tiago Leifert    | Kika Martinez    | Victor & Leo                  | Ivete                         | Brown                         |
| 2         | 8 de enero de 2017 | 2 de abril de 2017       | Thomas Machado | Juan Carlos Poca     | Valentina Francisco | N/A             | Ivete Sangalo    | André Marques    | Thalita Rebouças | Victor & Leo                  | Ivete                         | Brown                         |
| 3         | 7 de enero de 2018 | 8 de abril de 2018       | Eduarda Brasil | Mariah Yohana        | Neto Junqueira      | Talita Cipriano | Simone & Simaria | André Marques    | Thalita Rebouças | Brown                         | Simone & Simaria              | Claudia                       |
| 4         | 6 de enero de 2019 | 14 de abril de 2019      | Jeremias Reis  | Luiza Barbosa        | Raylla Araújo       | N/A             | Simone & Simaria | André Marques    | Thalita Rebouças | Brown                         | Simone & Simaria              | Claudia                       |
| 5         | 5 de enero de 2020 | 11 de octubre de 2020    | Kauê Penna     | Maria Ribeiro        | Paulo Gomiz         | N/A             | Carlinhos Brown  | André Marques    | Thalita Rebouças | Brown                         | Simone & Simaria              | Claudia                       |
| 6         | 6 de junio de 2021 | 26 de septiembre de 2021 | Gustavo Bardim | Helloysa do Pandeiro | Izabelle Ribeiro    | N/A             | Michel Teló      | Márcio Garcia    | Thalita Rebouças | Brown                         | Gaby                          | Teló                          |
| 7         | 1 de mayo de 2022  | 17 de julio de 2022      | Isis Testa     | Isadora Pedrini      | Mel Grebin          | N/A             | Maiara & Maraisa | Márcio Garcia    | Thalita Rebouças | Brown                         | Maiara & Maraisa              | Teló                          |
| 8         | 9 de abril de 2023 | 9 de julio de 2023       | Henrique Lima  | Emanuel Motta        | Isa Camargo         | N/A             | Mumuzinho        | Fátima Bernardes | Fátima Bernardes | Brown                         | Iza                           | Mumu                          |